# Half-Life 2
Half-Life 2 (ibland skrivet som HλLF-LIFE2) är ett datorspel och den officiella uppföljaren till datorspelet Half-Life från Valve Corporation.
Spelet släpptes den 16 november 2004 efter cirka 5 års utvecklingstid under vilket spelets källkod stals och lades ut på Internet. Utvecklingskostnaden låg på cirka 40 miljoner amerikanska dollar. Spelet använder grafikmotorn Source, som inkluderar en starkt modifierad version av fysikmotorn Havok. Spelet var till en början endast tillgängligt för Windows och Xbox men släpptes senare även till Xbox 360, Playstation 3, Mac OSX, och Linux.
Half-Life 2 spelas, liksom föregångaren, i förstapersonsperspektiv. Spelaren tar än en gång upp rollen som Gordon Freeman, tjugo år efter Black Mesa-olyckan. Gordon vaknar upp i en stad kallad City 17, där en mystisk utomjordisk makt kallad The Combine härskar. Han får kontakt med Motståndsrörelsen som i det tysta arbetar mot The Combine. Det blir upp till Gordon Freeman att leda människornas uppror mot The Combine mot allt sämre odds.
Half-Life 2 har fått nästan bara positiva omdömen, är älskat av spelkritiker och har vunnit över 35 Game of the Year-utmärkelser för 2004. Spelet har fått stort beröm för dess framsteg inom datoranimation, ljud, handling, grafik, artificiell intelligens (AI) och fysik. Den 3 december 2008 hade Half-Life 2 sålt över 6,5 miljoner exemplar i butik.
Trots att försäljningssiffrorna via Steam är okända, passerade dess försäljning butikerna under mitten av år 2008 och är långt mer vinstgivande per såld enhet.
Half-Life 2 har även två fristående expansionspaket, Half-Life 2: Episode One och Half-Life 2: Episode Two. Valve offentliggjorde att spelet skulle följas av tre kortare episoder och Half-Life 2: Episode Three ryktades att vara under utveckling.

## Spelupplägg
Half-Life 2:s spelstil är huvudsakligen densamma som dess föregångares. Spelaren tar sig fram genom linjära miljöer, medan denne får slåss mot halvmänskliga soldater ledda av den utomjordiska makten The Combine samt mot andra utomjordiska varelser. Olika problem, hinder och sektioner med fordon fungerar som pauser mellan striderna.
Half-Life 2 är en förstapersonsskjutare, och visar alltid världen ur Gordon Freemans synvinkel och genom att Gordon aldrig säger någonting och att spelet saknar filmsekvenser försöker Valve få spelaren att känna att denne är Gordon Freeman. En heads-up display i nedre kanten av skärmen visar nödvändig information som hälsa, ammunition och vid behov även de vapen som spelaren bär med sig. Fler vapen, ammunition och läkemedel kan hittas ute i spelvärlden eller fås via apparater monterade på väggarna.
Spelaren får tillgång till ett stort antal olika vapen; bestående av både verklighetsinspirerade moderna vapen och fiktiva, mer påhittiga sådana. Exempel på det senare är ett armborst som avfyrar glödheta armeringsjärn och feromoner som kan användas för att kontrollera utomjordiska varelser. Mer konventionella vapen är bland andra pistoler, hagelgevär och raketgevär. Den avancerade fysikmotorn representeras inom vapensektionen genom en speciell apparat kallad för Zero-Point Energy Field Manipulator, något som Alyx Vance anmärker att man kan kalla den "om man verkligen vill". Oftast hänvisar karaktärer till den vid namnet The Gravity Gun. Med hjälp av den kan man knuffa iväg föremål eller dra dem till sig för att sedan skjuta iväg dem åt det håll man önskar. Man kan också välja att hålla någonting framför sig som en sköld. Andra fredligare användningsområden för The Gravity Gun är att nå föremål långt utom räckvidd, vända fordon rätt väg och skapa broar eller trappor av föremål för att ta sig till otillgängliga platser.
Många problem som spelaren stöter på använder sig av spelets fysikmotor. Ett tidigt exempel är ett rum med en gungbräda som spelaren måste placera tegelstenar på för att kunna ta sig upp till en avsats, eller helt enkelt bara stapla dem på varandra som en trappa. Många problem är tänkta att lösas med The Gravity Gun. Till exempel hamnar spelaren i flera situationer där många tunga föremål, såsom bilar eller maskineri, ligger i vägen, något som ingen människa skulle kunna flytta på egen hand. Spelaren kan även vända på och flytta på fordon denne själv kan kontrollera.
Flerspelarspeldelen av Half-Life 2 utgörs av Half-Life 2: Deathmatch och Counter-Strike: Source, som båda släpptes samtidigt som Half-Life 2.

## Handling och miljö

### Handling

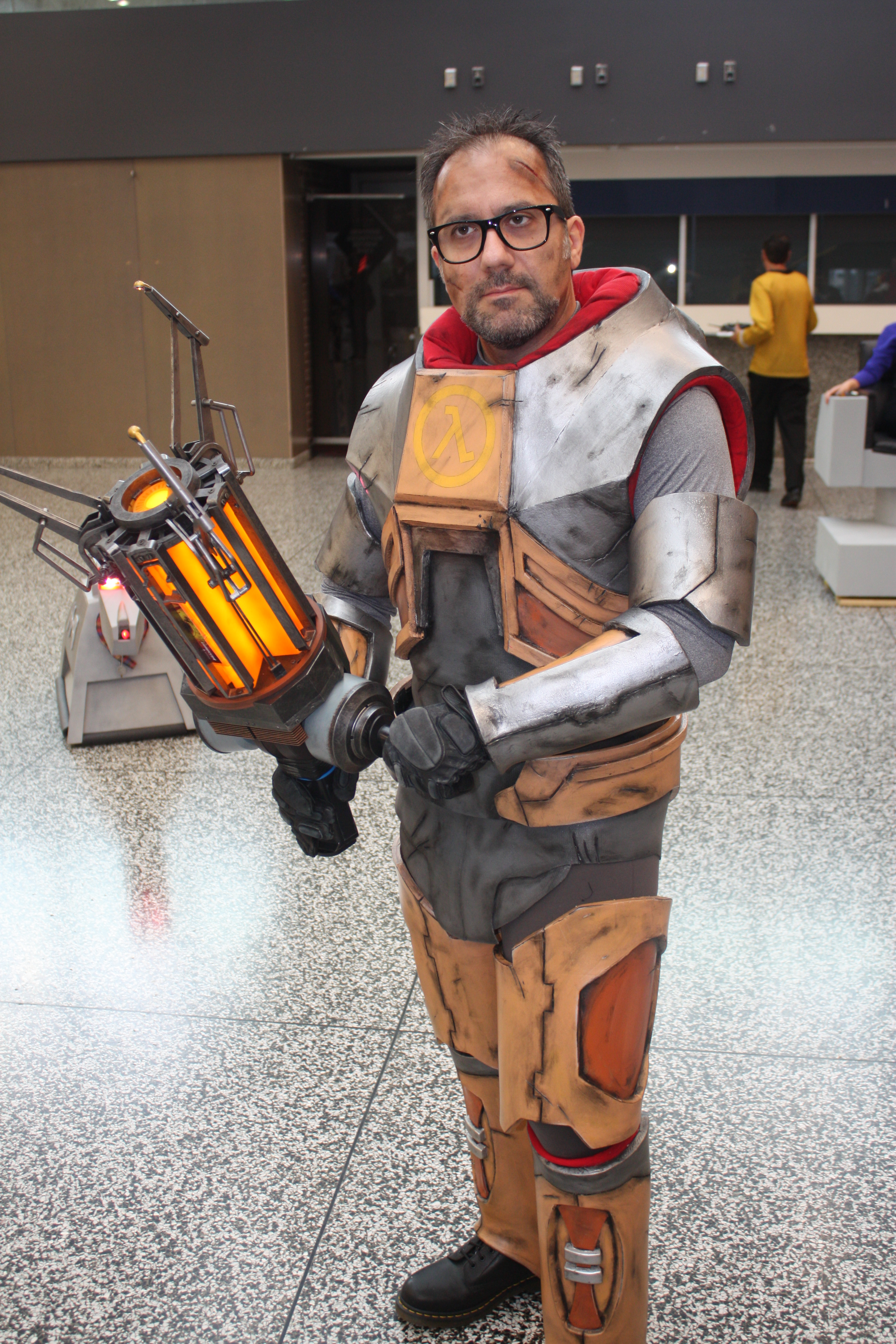
Cosplay av Gordon Freeman, huvudpersonen i Half-Life 2.

Spelet börjar med att G-Man talar till Gordon Freeman som i en hallucination medan han tar ut honom ur den stasis Gordon befunnit sig i sedan händelserna i Half-Life och placerar Gordon på ett tåg på väg mot City 17. När tåget når stationen går Gordon igenom en säkerhetsspärr där han blir tagen in i ett förhörsrum av Civil Protection. Det visar sig att konstapeln i fråga är Gordons gamle kollega från Black Mesa, Barney Calhoun. Han hjälper Gordon at ta sig till Dr. Isaac Kleiners laboratorium där han också träffar Alyx Vance. Han får höra att de är en del av Motståndsrörelsen och att de precis färdigställt en teleportör som ska kunna hjälpa invånarna ut ur staden till deras bas kallad Black Mesa East. Alyx teleporteras dit först men precis när Gordon ska åka dyker Kleiners tama Headcrab, Lamarr, upp och skapar en störning i teleporterfältet. Efter att ha slitits mellan flera olika platser, däribland Dr. Wallace Breens kontor, dyker han upp precis utanför laboratoriet. Då The Combine nu känner till hans ankomst måste han fly till fots till Black Mesa East via stadens kanalsystem. På vägen får han hjälp av medlemmar ur Motståndsrörelsen som ser Gordon som en messiasfigur.
Väl i Black Mesa East berättar Dr. Eli Vance och Dr. Judith Mossman för Gordon om vad som hänt sedan Black-Mesa-olyckan. Medan Alyx och Gordon leker med Dog och The Gravity Gun, blir basen anfallen av The Combine och Eli blir tillfångatagen. Gordon och Alyx separeras, men hon hinner förklara att han måste ta sig till Nova Prospekt, ett fängelse använt av The Combine, för att rädda hennes far.
På vägen möter Gordon andra allierade, bland andra Fader Grigori i den zombieangripna staden Ravenholm och överste Odessa Cubbage och hans män i North Little Odessa. Efter att ha tagit sig förbi en Antlion-fylld strand kommer Gordon fram till Nova Prospekt och börjar leta efter Eli. Efter ett tag anländer Alyx via ett tåg och hjälper honom att leta. Tillsammans upptäcker de att Judith Mossman spionerat för The Combine, men innan de hinner stoppa henne teleporterar hon sig själv och Eli till Citadellet i City 17 via The Combines teleportör.
Gordon och Alyx försöker att följa efter men teleportören exploderar i det ögonblick då de transporteras iväg. De dyker upp i Dr. Kleiners labb en vecka senare och upptäcker att händelserna i Nova Prospekt har lett till att människorna har gjort uppror och förvandlat City 17 till ett slagfält. Alyx hjälper Dr. Kleiner och andra människor att sätta sig i säkerhet medan Gordon hjälper Motståndsrörelsen att bekämpa The Combine. Under striderna blir Alyx tillfångatagen och förd till Citadellet. Gordon tar sig in i Citadellet för att rädda Alyx men förlorar sina vapen i ett energifält. The Gravity Gun blir däremot långt kraftfullare och Gordon använder sig av den för att slå sig fram till Citadellets topp. Gordon blir fast i en transportkapsel och förd till Dr. Breens kontor, där Dr. Mossman, samt Alyx och Eli också är. Medan Dr. Breen hotar dem ändrar sig Mossman plötsligt och fritar fångarna. Dr. Breen flyr till Citadellets Dark Energy Reactor vid Citadellets topp, varifrån han försöker att teleportera sig bort från jorden. Gordon följer efter och lyckas skada reaktorn. När reaktorn exploderar, bara några meter från Gordon och Alyx, saktar tiden in och G-Man dyker upp. Han gratulerar Gordon till hans framgång och försätter honom sedan i stasis igen varefter han försvinner genom en dörr av ljus.

### Karaktärer
I Half-Life 2 är karaktärerna mer genomtänkta än i Half-Life och alla har sin egen personlighet. Spelaren möter tidigt två av de viktigare medlemmarna i Motståndsrörelsen; Alyx Vance och Barney Calhoun. Dessa båda hjälper spelaren i flera delar av spelet. De visar spelaren vägen till Dr. Isaac Kleiners laboratorium, där man även får träffa Dr. Eli Vance via en komlänk. Den första huvudkaraktär som introduceras är dock Dr. Wallace Breen, som är The Combines tilförordnade "Administratör för Jorden". Han är spelets antagonist och håller befolkningen i City 17 lugn genom att tala till dem via tv-skärmar utspridda över staden.
Sourcemotorn möjliggör detaljerade och verklighetstrogna ansiktsanimationer, något som bidragit till att göra karaktärerna verkligare.

### Platser
Half-Life 2 utspelar sig i flera olika miljöer. Gemensamt är att alla är inspirerade av östeuropa. Enligt Viktor Antonov, Art director och konceptartist på Valve Corporation, började man med att använda 1800-talsarkitektur för att sedan allteftersom lägga på arkitektur från 1930-, 1940- och 1970-talet. Till sist lade man till The Combines egen arkitektur när tillräckligt med realism hade uppnåtts.
Merparten av spelet äger rum i och kring City 17, en stor stad som styrs av The Combine. Stadens horisont domineras av Citadellet, den jättelika byggnad där Dr. Wallace Breen bor och arbetar. Spelaren får även färdas längs en kuststräcka bebodd av de territoriella Antlions och ta sig in i och sedan ut ur ett gammalt fängelse som består av både äldre och övergivna avdelningar, samt områden helt ombyggda av The Combine.

### Perspektiv och berättarteknik
Liksom i föregångaren säger Gordon aldrig någonting under hela spelet och spelaren får endast uppleva spelvärlden genom hans ögon. Det finns inga filmsekvenser eller några avbrott eller hopp efter tidsaxeln ur spelarens synvinkel. Några har kritiserat att detta val av perspektiv har behållits från Half-Life, som kraftigt begränsar möjligheterna för spelaren att ta del av bakgrundshistorien i spelet. På grund av avsaknaden av filmsekvenser får spelaren aldrig se vad som händer i Gordons frånvaro, sånär som via eventuella kameror.
Spelets slut påminner mycket om originalet: Efter att ha genomfört en till synes omöjlig uppgift blir Gordon upphämtad av G-Man. Han gratulerar Gordon utan att direkt visa något tecken på tacksamhet och klargör att fler uppdrag kommer framöver. De andra karaktärernas öden lämnas ouppklarade och väldigt få av de frågor som dök upp i det förra spelet besvaras samtidigt som flera nya dyker upp. G-Mans identitet förblir ett mysterium. Flera av dessa problem klaras dock upp i spelets uppföljare, Half-Life 2: Episode One och Episode Two.

## Produktion

### Utveckling
Valve utvecklade en ny spelmotor speciellt för Half-Life 2, kallad Source. Den hanterar grafik, ljud samt AI. Tillsammans med Sourcemotorn används också en tungt modifierad version av fysikmotorn Havok som gör att spelets föremål beter sig verklighetstroget och låter spelaren påverka dem både i enspelarspel- och flerspelarspelmiljöer. Motorn är enkel att uppgradera då den är uppdelad i separata moduler. Tillsammans med Steam blev det enkelt för Valve att få ut nya komponenter och versioner. Ett exempel på detta är High Dynamic Range Rendering (HDR), som Valve introducerade i nivån Half-Life 2: Lost Coast som är gratis för ägare av Half-Life 2. Flera andra spel använder sig också av Sourcemotorn, bland andra Day of Defeat: Source och Counter-Strike: Source, båda också utvecklade av Valve.
Några spel som inte är utvecklade av Valve, men använder motorn är Dark Messiah och The Crossing, båda utvecklade av Arkane Studios.
Steam är integrerat med Half-Life 2 och alla som spelar spelet på PC måste ha Steam installerat samt vara inloggade på ett giltigt konto. Via Steam kan kunder också köpa spel och annan mjukvara direkt från utvecklaren och ladda ner dem direkt till datorn samt få spelen uppdaterade automatiskt direkt när uppdateringen släppts. Det sistnämnda försvårar också utvecklingen av fusk till spelen, vilket ännu inte har blivit något stort problem. Det försvårar också användandet av piratkopierat material. Steam kan också användas för att hitta spelservrar i flerspelarspel och för att hitta vänner via den inbyggda Friends-listan. Innehåll kan säkerhetskopieras till CD och DVD och innehållet kan laddas ner till vilken dator som helst, men endast en person kan vara inloggad på varje konto samtidigt. Användandet av Steam har dock inte gått utan klagomål och kontroverser. Vissa användare har rapporerat flera problem med Steam, ibland nog många för att hindra recensenter från att rekommendera ett spel som kräver Steam. I andra fall har spels betyg sänkts. Några föremål för klagomål är långa nedladdningstider, till synes onödiga uppdateringar, verifiering av innehåll och att enspelarspel, såsom Half-Life 2, kräver aktivering via Internet. Oavsett om spelaren tänkt utnyttja någon form av flerspelarläge måste datorn som spelet installerats på ha Steam och en fungerande Internetuppkoppling för att aktivera spelet. Detta även om spelet köptes på DVD i butik.
Boken Half-Life 2: Raising the Bar avslöjade flera delar som först tänkts vara en del av spelet, men som inte kom med. Half-Life 2 var först tänkt som ett mörkare spel där det var mer uppenbart att The Combine tömde haven för mineraler och bytte ut luften mot giftiga gaser. Nova Prospekt var först tänkt som en liten utpost byggd ovanpå ett gammalt fängelse i vildmarken. Alltefter som utvecklingen av spelet fortsatte växte Nova Prospekt och blev resans mål. Det var också tänkt att Half-Life 2:s miljöer skulle vara mer varierande. Boken nämner hur spelaren var tänkt att göra en annan resa än den som visas i spelet. Den inkluderade bland annat en längre tågresa, en isbrytare och ett anfall mot en fabrik som byter ut luften i atmosfären. Det var också tänkt att spelaren skulle ha tillgång till fler och andra vapen än vad som kom med i spelet. Några av dessa var AK-47, ett prickskyttegevär och en ishacka. Prickskyttegeväret ersattes av ett armborst som sköt glödheta armeringsjärn. En del av Ravenholm, känd som Traptown, togs också bort. Den visades i en video på E3 och användes för att visa upp spelets AI och fysik.

### 2003-läckan
Fram till E3-mässan i maj 2003 var Half-Life 2 bara ett rykte. Offentliggörandet på mässan gav upphov till en hysteri som skulle vara ända till spelet till sist släpptes och vann också pris för "Best in show". Valve uppgav att spelet skulle släppas i september 2003, men blev försenat. Detta på grund av att Valves interna nätverk utsattes för en nätbaserad attack, vilket ledde till att spelets källkod, flera banor och modeller samt spelbara tidiga versioner av Half-Life: Source och Counter-Strike: Source stals och läckte ut på Internet tidigt i september 2003. Den 2 oktober 2003 gick Gabe Newell ut med nyheten på HalfLife2.net och bad sidans användare att om möjligt spåra upp de skyldiga.
I juni 2004 meddelade Valve via ett pressmeddelande att FBI hade arresterat flera personer misstänkta för medverkan i läckan. Valve hävdade att spelet hade läckts ut av en tysk hacker vid namn Axel Gembe. Strax efteråt kontaktade Axel Gembe Gabe Newell via e-mail (samt bifogade ett icke tidigare offentliggjort dokument som bevis). Gembe lurades att tro att Valve ville anställa honom som intern säkerhetsrådgivare. Han erbjöds en flygbiljett till USA och skulle arresteras när planet landat. När de tyska myndigheterna fick reda på planen arresterades Gembe i Tyskland istället och ställdes inför rätta i november 2006 för läckan samt för andra datorrelaterade brott, såsom skapandet av Agobot, en mycket framgångsrik trojansk häst som samlade in användardata.
Under rättegången dömdes Gembe till två års villkorlig dom. Vid utfärdandet av domen tog domaren hänsyn till faktorer som Gembes svåra uppväxt och att han gjorde sitt bästa för att förbättra sin situation.

### Kontraktsdispyt angående internetkaféer

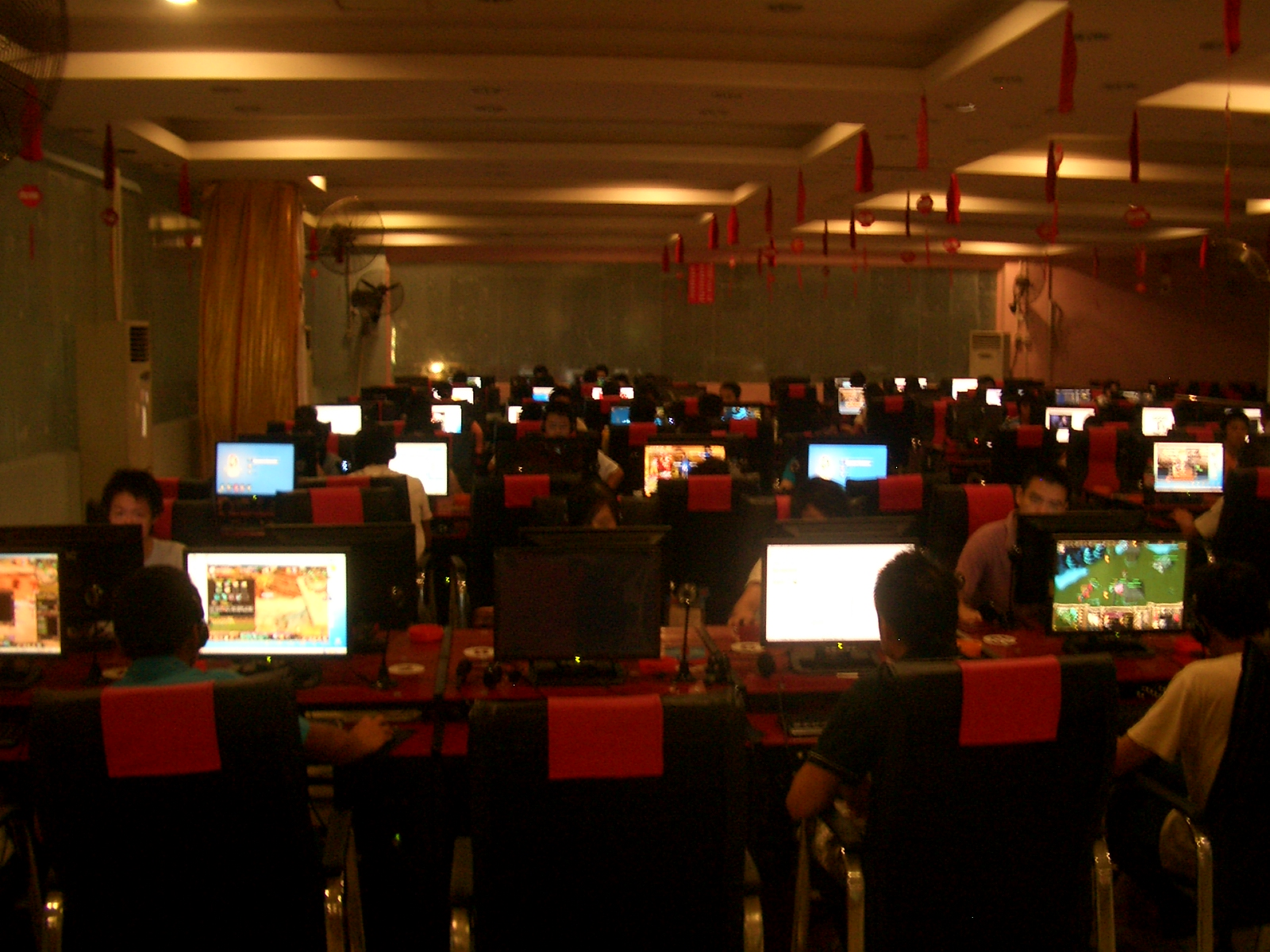
En kontraktsdispyt uppstod mellan Valve Software och Vivendi Universal Games gällande distributionsrättigheterna av Half-Life 2 till internetkaféer.

Den 20 september 2004 avslöjade GameSpot att Sierra Entertainments moderbolag, Vivendi Universal Games, satt i domstolsförhandlingar med Valve Software över distributionen av Half-Life 2 till internetkaféer. Detta var viktigt för den asiatiska marknaden, där antalet datorer och bredbandsuppkoppling per capita (förutom Hongkong, Malaysia, Singapore, Sydkorea, Japan och Taiwan) är lägre än i väst. I de områdena är internetkaféer mycket vanliga och många spelar onlinespel där istället för i hemmet.
Enligt Vivendi Universal Games inkluderade kontraktet de skrev med Valve internetkaféer. Detta skulle innebära att Vivendi Universal Games skulle vara de enda som fick distribuera Half-Life 2 till internetkaféer — inte Valve via Steam. Den 29 november 2004 beslutade domare Thomas S. Zilly i Washingtons distriktsdomstol att Vivendi Universal Games och deras affärspartners inte hade laga stöd att distribuera Valves spel till internetkaféer enligt parternas nuvarande avtal.
Den 29 april 2005 nådde de båda parterna en överenskommelse. Enligt den skulle Vivendi Universal Games upphöra med distributionen till butiker av alla Valves spel senast den 31 augusti 2005. Vivendi Universal Games var också tvungna att meddela distributörer och internetkaféer som varit licenserade av Vivendi Universal Games att endast Valve hade rätten att distribuera licenser till internetkaféer. Detta innebar att deras licenser blev indragna och ersatta av Valves.

### Lost Coast
Half-Life 2: Lost Coast är en kortare spelsekvens som var tänkt att vara en del av kapitlet Highway 17, men blev skrotad. Lost Coast släpptes 27 oktober 2005 för att visa den nya High Dynamic Range Lightning-teknologin. Spelet blev tillgängligt för ägare av Half-Life 2.

### Musik
Spelets musik komponerades av Kelly Bailey. De som köpt The Gold Package-versionen av spelet fick bland annat en CD med nästan all spelets musik och tre bonusspår. CD:n går att köpa via Valves onlinebutik Steam.
Spår 16, 18 och 42 är bonusspår som är exklusiva för CD:n. Spår 44 till 51 är spår som finns i spelet men inte på cd:n. Många spår fanns även i Half-Life, men under andra titlar. Flera spår från Half-Life finns även med här, men under nya namn. Namnen inom parentes är originalnamnen. Spår 34, 41 och 42 är remixar.
1. CP Violation
2. The Innsbruck Experiment
3. Brane Scan
4. Dark Energy
5. Requiem for Ravenholm
6. Pulse Phase
7. Ravenholm Reprise
8. Probably Not a Problem
9. Calabi-Yau Model
10. Slow Light
11. Apprehension and Evasion
12. Hunter Down
13. Our Resurrected Teleport
14. Miscount Detected
15. Headhumper
16. Triage at Dawn
17. Combine Harvester
18. Lab Practicum
19. Nova Prospekt
20. Broken Symmetry
21. LG Orbifold
22. Kaon
23. You're Not Supposed to Be Here
24. Suppression Field
25. Hard Fought
26. Particle Ghost
27. Shadows Fore and Aft
28. Neutrino Trap (Hurricane Strings)
29. Zero Point Energy Field (Cavern Ambiance)
30. Echoes of a Resonance Cascade (Space Ocean)
31. Black Mesa Inbound (Vague Voices)
32. Xen Relay (Threatening Short)
33. Tracking Device (Credits / Closing Theme)
34. Singularity (Traveling Through Limbo)
35. Dirac Shore (Dimensionless Deepness)
36. Escape Array (Electric Guitar Ambiance)
37. Negative Pressure (Steam in the Pipes)
38. Tau-9 (Drums and Riffs)
39. Something Secret Steers Us (Nuclear Mission Jam)
40. Triple Entanglement (Sirens in the Distance)
41. Biozeminade Fragment (Alien Shock)
42. Lambda Core (Diabolical Adrenaline Guitar)
43. Entanglement
44. Highway 17
45. A Red Letter Day
46. Sand Traps
47. CP Violation (Remix)
48. Trainstation PT. 1
49. Trainstation PT. 2
50. Radio

## Release

### Distribution

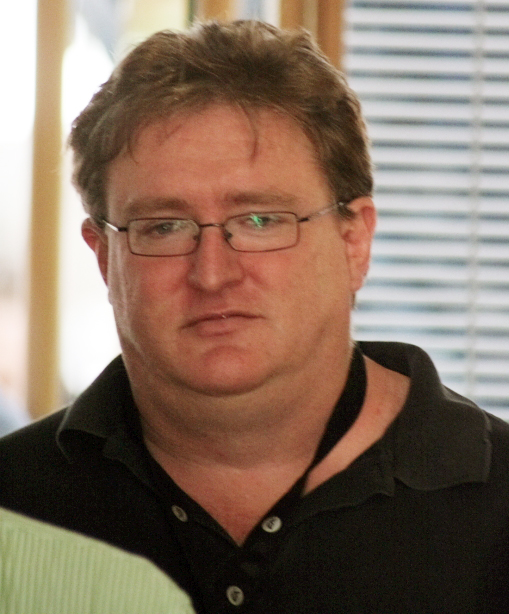
Gabe Newell, VD på Valve Corporation.

En gigabyte stor del av Half-Life 2 gjordes tillgänglig för nedladdning i förväg via Steam den 26 augusti 2004. Detta innebar att kunderna kunde börja ladda ner krypterade spelfiler innan spelet släpptes. När releasedatumet nåddes kunde kunderna betala för spelet via Steam, låsa upp de krypterade filerna och börja spela direkt utan att behöva vänta på att något skulle laddas ned. Filerna fanns tillgängliga under några veckor innan spelet släpptes, för att alla som ville skulle kunna ladda ner innehållet innan spelet släpptes.
Half-Life 2 släpptes samtidigt på Steam, CD och DVD i flera olika utgåvor. Via Steam fanns det tre stycken paket att välja mellan. Bronze var den grundläggande versionen som endast innehöll Half-Life 2 och Counter-Strike: Source, medan Silver och Gold också innehöll Half-Life: Source, Day of Defeat: Source samt rätten att ladda ner alla tidigare spel utvecklade av Valve via Steam. Samlarversionen, "Gold", innehöll dessutom en t-shirt, en strategiguide och en CD innehållande spelets soundtrack. Både CD- och Steamversionen kräver att Steam är installerat och igång för att spelet ska kunna köras.
En demoversion som rymdes på en CD släpptes senare i december 2004 via grafikkortstillverkaren ATI:s webbplats. Demoversionen innehåller en del av spelets första bana samt en del av kapitlet "We Don't Go to Ravenholm." I december 2005 distribuerade Electronic Arts spelets "Game of the Year"-version. Utöver Half-Life 2 innehåller denna version även Half-Life: Source.
Den 22 december 2005 släppte Valve en 64-bitarsversion av Sourcemotorn som teoretiskt drar nytta av AMD64- och EM64T-processorbaserade system som kör Windows XP Professional x64 Edition, Windows Server 2003 x64, Windows Vista x64 eller Windows Server 2008 x64. Gabe Newell, en av medgrundarna till Valve, hävdade att detta var "ett viktigt steg i utvecklingen av våra spel och verktyg", och att spelen vinner mycket på uppdateringen. Användarnas respons på uppdateringen varierade. En del rapporterade att de fick stora prestandaökningar medan webbplatsen Techgage hade funnit flera stabilitetsproblem och upplevde ingen ökad uppdateringshastighet. Många användare med 64-bitarssystem har upplevt bisarra fel i spelet som bland annat att karaktärer dör plötsligt, att scriptfiler inte laddas då banan laddas utan då de efterfrågas och andra buggar.
En portning av spelet till Xbox, utgiven av Electronic Arts, släpptes den 15 november 2005. Trots att spelet fick positiva recensioner så ogillade kritikerna att spelet saknade stöd för flerspelarspel och att spelet hade bildhastighetsproblem. Generellt så fick Xbox-porten något lägre betyg än PC-versionen.
Under Electronic Arts pressevent den 13 juli 2006 gick Gabe Newell ut med att Half-Life 2 skulle släppas på nästa generations spelkonsoler (Xbox 360 och Playstation 3) samman med Episode One, Two, Team Fortress 2, och Portal i ett paket kallat The Orange Box. Windowsversionen släpptes den 10 oktober 2007 både i affärer och via Steam. Xbox 360-versionen släpptes samma dag och Playstation 3-versionen släpptes den 11 december samma år.
Seriens popularitet har lett till en rad andra produkter och samlarobjekt. Valve säljer Half-Life-relaterade produkter såsom Vortigaunts och Headcrabs i plysch, affischer, kläder och musmattor.

### Recensioner
| Mottagande              | Mottagande                 |
| Samlingsbetyg           | Samlingsbetyg              |
| Tjänst                  | Betyg                      |
| ----------------------- | -------------------------- |
| Gamerankings            | 95,48% (PC) 89,83% (Xbox)  |
| Metacritic              | 96/100 (PC) 90/100 (Xbox)  |
| Recensionsbetyg         |                            |
| Publikation             | Betyg                      |
| 1UP.com                 | A+                         |
| Edge                    | 10/10                      |
| Game Informer           | 9,5/10 (PC) 7,25/10 (Xbox) |
| Gamepro                 | [ 74 ]                     |
| Game Revolution         | A−                         |
| Gamespot                | 9,2/10 (PC) 8,3/10 (Xbox)  |
| Gamespy                 | [ 76 ]                     |
| IGN                     | 9,7/10 (PC) 9,4/10 (Xbox)  |
| Maximum PC              | 11/10                      |
| Official Xbox Magazine  | 8,5/10                     |
| PC Gamer US             | 98/100                     |
| Play Magazine           | A (PC) 9/10 (Xbox)         |
| Videogamer.com          | 10/10                      |
| The Cincinnati Enquirer | 4/4                        |
| The New York Times      | Positiv                    |
| Gamereactor             | 10/10                      |

Half-Life 2 fick ett överväldigande positivt mottagande gällande både recensioner och försäljningssiffror. År 2008 hade 6,5 miljoner exemplar sålts i butik, men det inkluderar inte exemplar sålda via Valves onlinetjänst Steam, vilket om inräknat skulle leda till cirka 8,3–8,6 miljoner sålda exemplar.
Spelet blev ett av de högst betygsatta spelen i historien. Det fick betyget 96 procent hos både GameRankings och Metacritic. 
Bland andra GameSpy, The Cincinnati Enquirer och The New York Times har gett spelet högsta betyg och andra såsom PC Gamer och IGN gav nästan toppbetyg. 
Spelet blev även det femte att motta Edge magazines "ten-out-of-ten"-poäng. Kritiker som rosade spelet noterade spelets avancerade grafik och fysik tillsammans med de relativt låga systemkraven. Maximum PC gav spelet betyget 11 på deras skala som annars slutar vid 10 och kallade det "the best game ever made".
Flera kritiker, även några som skrivit positiva recensioner ogillade att spelet krävde att användaren skulle installera programmet Steam, skapa ett konto, registrera spelet och därmed låsa spelet till kontot, vilket ansågs göra det svårt att installera, samt att det saknades support.

### Utmärkelser
Half-Life 2 tilldelades över 35 stycken Game of the Year-utmärkelser, däribland Game of the Year hos IGN, GameSpot’s Award for Best Shooter, GameSpots Reader's Choice - PC Game of the Year Award, Game of the Year från The Academy of Interactive Arts & Sciences, och Bästa spel på Game Developers Choice Awards, där det också fick flera utmärkelser för teknik, karaktärer och manus. Edge magazine tilldelade Half-Life 2 utmärkelsen årets bästa spel samt utmärkelser för innovation och design. Spelet tilldelades även sex stycken utmärkelser på BAFTA Games Awards, däribland Bästa spel och Bästa onlinespel.
Guinness rekordbok tilldelade Half-Life 2 världsrekordet för "Det högst rankade skjutarspelet av PC Gamer Magazine" i Guinness World Records: Gamer's Edition 2008. Andra rekord i samma bok som Valve innehar är "Största digitala distributionskanal" för Steam, "Första spel med en Gravity Gun" och "Första spel att innehålla ett kommentarspår av utvecklarna".

## Expansionspaket och modifikationer

### Expansioner
Half-Life 2 har fått två stycken expansionspaket samt extrabanan Lost Coast. I expansionerna, med namnen Half-Life 2: Episode One och Episode Two, fortsätter handlingen där originalspelet slutade. I Episode One får Alyx Vance en större roll när hon tillsammans med spelaren ska försöka ta sig ut ur City 17 innan Citadellet exploderar. I Episode Two färdas de genom landskapet utanför staden för att ta sig fram till Motståndsrörelsens bas i White Forest med information som de stal från Citadellet. En tredje expansion med namnet Half-Life 2: Episode Three är under utveckling och kommer att bli den sista i trilogin. I en intervju med Eurogamer förklarar Valve Corporations VD Gabe Newell att episoderna i princip är Half-Life 3. Hans resonemang är att det är bättre att släppa spelet i flera delar än att tvinga spelens fans att vänta i sex år på en uppföljare. Han erkänner att en mer passande titel för episoderna skulle varit "Half-Life 3: Episode One" och så vidare.

### Tredjepartsmodifikationer
Sedan spelets motors utvecklingsmiljö, Source SDK, släpptes till allmänheten har ett stort antal modifikationer skapats. Modifikationerna varierar i skala från spelarutvecklade vapen och banor, till nya spel med helt andra mål än originalet. Exempel på dessa är Garry's Mod, där spelarna har friheten att göra vad de vill med ett stort antal verktyg för konstruktion och annat, och SourceForts, där spelarna i två lag ska konstruera fort och sedan slåss mot varandra.
Det finns också modifikationer som helt ändrar spelets handling, eller skapar nya miljöer och handlingar. Exempel på det senare är Dystopia, Zombie Master och Iron Grip: The Oppression. Andra modifikationer är baserade på redan existerande spel, såsom Goldeneye: Source som är en remake av Goldeneye 007 och Resident Evil: Twilight, som är baserat på Resident Evil-serien. Många modifikationer är fortfarande under utveckling, däribland Black Mesa, vars mål är att återskapa hela Half-Life med hjälp av Sourcemotorn.
Det finns också flera flerspelarmodifikationer, såsom Age of Chivalry, där spelarna får slåss i en medeltida miljö med svärd, pilbågar och rustningar,
 eller Insurgency: Modern Infantry Combat, en modifikation med målet att realistiskt återspegla moderna konflikter i mellanöstern.
I september 2008 meddelade Valve att flera modifikationer skulle få ta del av Steamworks, vilket underlättar distribution och uppdateringar.